# Farma wiatrowa Mahinerangi
Farma wiatrowa Mahinerangi – farma wiatrowa zlokalizowana na Wyspie Południowej w Nowej Zelandii, o mocy 36 MW.

## Lokalizacja
Farma leży 7 km na północ od Jeziora Mahinerangi na Wyspie Południowej w Nowej Zelandii. Zajmuje 300 ha. Turbiny umieszczono na terenie leżącym 600–750 m  n.p.m. 12 turbin Vestas V90 o mocy 3MW zakupiono w Danii. Mają one wirnik o średnicy 90 m i trzy łopaty.

## Historia
W listopadzie 2009 roku  firma Trustpower otrzymała zgodę na budowę farmy wiatrowej. Pierwszy etap został oddany do użytku w 2011 roku.  Zezwolenia obejmowało możliwość budowy do 100 turbin wiatrowych (200 MW mocy), więc w każdym momencie jest możliwość rozszerzenia projektu z 12 turbin, które dają 36MW.

## Właściciel
Właścicielem była firma Trustpower, która w 2023 roku połączyła się z Mercury Energy.

## Produkcja
105 GWh rocznie wytwarzane przez turbiny jest przekazywane do lokalnej sieci elektrowni wodnej Waipori, która jest podłączona do podstacji Dunedina w Halfway Bush, a następnie do sieci elektroenergetycznej Aurora.